# Viktoria Orsi Toth
Viktoria Orsi Toth, detta Viki (Budapest, 14 agosto 1990), è una pallavolista e giocatrice di beach volley ungherese naturalizzata italiana.

## Carriera
Cresciuta a Santeramo in Colle, giocò nelle giovanili della squadra locale, per entrare poi nel giro delle Nazionali giovanili ed entrare a far parte del progetto Club Italia.
Esordì in Serie A1 nella stagione 2007-08; ha vestito poi la maglia della Tena Santeramo, ancora in A1, nel 2008-09. Con la compagna di squadra Immacolata Sirressi ha disputato e vinto il Campionato Europeo Juniores del 2008.
Nel 2009-10 gioca in serie B1 nell'Aspav Valenzano. Nell'estate del 2010 scopre il beach volley e col gruppo della nazionale di beach volley disputa un mondiale universitario e un mondiale under 21 dove con la compagna Marta Menegatti conquista la medaglia d'argento.
Nel 2010-11 gioca nell'Asti volley sempre in B1.
Il 13 settembre 2015 entra nuovamente nella storia del beach volley italiano per aver vinto, insieme a Marta Menegatti, la prima medaglia d'oro in una tappa del World Tour a Sochi (Russia).
Il 2 agosto 2016 viene trovata positiva al clostebol, risultato confermato dalle controanalisi effettuate al laboratorio CONI di Roma il giorno successivo, venendo così squalificata dai Giochi Olimpici di Rio de Janeiro, al suo posto viene prima convocata Rebecca Perry e quindi Laura Giombini.